# Aviva
För andra betydelser, se Aviva (olika betydelser).
Aviva plc är ett brittiskt multinationellt försäkringsbolag som säljer liv- och pensionsförsäkringar till omkring 33 miljoner kunder i 16 länder världen över, främst i Asien, Europa och Nordamerika. Det är världens elfte största försäkringsbolag efter tillgångar.
Företaget grundades i februari 2000 när försäkringsbolagen CGU och Norwich Union fusionerades med varandra till en kostnad[förklaring behövs] på £19 miljarder. Det nya företaget fick namnet CGNU. I juni 2002 meddelade försäkringsbolaget att man hade bytt namn till det nuvarande.
För 2018 hade företaget en omsättning på nästan £18,1 miljarder pund och en personalstyrka på 31 703 anställda. Huvudkontoret ligger i London i Storbritannien.